# Hanna (Alberta)
Hanna /ˈhænə/ è un villaggio situato nell'Alberta centro-est, in Canada.

## Società

### Evoluzione demografica
Secondo il censimento del 2011, la città di Hanna aveva una popolazione di 2 673 abitanti che vivevano in 1 208 delle 1 317 abitazioni in totale, un cambiamento del -6,1% rispetto al 2006 quando la popolazione era di 2,847 abitanti. Con una superficie di 8,56 km² (3,31 sq mi), aveva una densità abitativa di 312,3/km² (808,8/sq mi) nel 2011.
Nel 2006, la città di Hanna aveva una popolazione di 2 847 abitanti che vivevano in 1 295 abitazioni, un aumento del 4,7% rispetto al 2001. La città aveva una superficie di 8,39 km² (3,24 sq mi) e una densità di popolazione di 339,1/km² (878/sq mi).